# Емил Хакъл
Ян Бенеш (на чешки: Jan Beneš) е чешки журналист, поет и писател на произведения в жанра социална драма, лирика и документалистика. Пише под псевдонима Емил Хакъл (на чешки: Emil Hakl).

## Биография и творчество
Ян Бенеш е роден на 25 март 1958 г. в Прага, Чехословакия. Завършва специалност производство на текстове в Консерваторията „Ярослав Йежек”, я след две години и драматургия в нея. От 1981 г. работи като аранжор, библиотекар, служител на бензиностанция и тонрежисьор. В периода 1996-2000 г. работи като текстописец в редица рекламни агенции, от 2001 г. работи като редактор на литературния двуседмичник Tvar, а след това работи като журналист в седмичника „Instinkt”.
През 80-те години пише стихове, драматизира литературни произведения и участва в реализацията им в самодейни театрални формации. Той е един от основателите през 1988 г.на свободното литературно сдружение „Модерните неграмотни“. Фокусът на дейността на сдружението са редовните авторски четения в пражки и извънпражки клубове. По-късно е последван от авторски четения в „Литературен клуб 8”. Сътрудничи и на литературния „Pant Club”.
Публикува свои произведения в списания в Initials, в Tvar, в Literární noviny, в Aluz, в Salon, в списание Hospodářské noviny, в Týden и в онлайн списание Dobrá adresa. Представен е в Anthologie de la poésie tchéque contemporaine 1945–2000 (2002 ) и в други издания.
Първата му книга, стихосбирката „Несвързани думи” (Rozpojená slova), е издадена през 1991 г. и е оценена от критиката като успешен ъндърграунд дебют. През 2000 г. излиза стихосбирката му „Пробни трели от Марс” (Zkušební trylky z Marsu), след което той изоставя поезията и се фокусира върху художествената литература. Първият му сборник с разкази „Краят на света” (Konec světa) е публикуван през 2001 г.
Първият му роман „Интимната кутия на Сабрина Блек” (Intimní schránka Sabriny Black) е издаден през 2002 г. Той е силно автобиографичен и е повлиян от връзката му с музикантката Ева Турнова.
През 2002 г. е издаден и романът му „За родителите и децата”. Той представя срещата на възрастен баща и 42-годишния му син, които излизат един следобед на разходка, а срещата им е записана в един диалог от истории и спомени. Романът третира темата за умението за общуване, за търпението, прошката и обичта. Книгата получава престижната награда „Магнезия Литера” за проза. Преведена е на над 20 езика по света. През 2008 г. романът е екранизиран от режисьора Владимир Михалек.
Следват сборникът му разкази „За летящите обекти” (O létajících objektech) от 2004 г., и романът му „Полетът на вещицата” (Let Čarodějnice) от 2008 г., в които прави някои лингвистични експерименти с езика и заглавията.
През 2010 г. е издаден романът му „Правила за смешно поведение”. В него писателят продължава темата за отношенията между баща и син, и тяхната раздяла. В историята главният герой полита за първи път в живота си с парапланер и в търсене на себе си се изгубва в делтата на Дунав. Забавната, иронична и тъжна история е удостоена с наградата „Йозеф Шкворецки” и заема второ място в класацията „Книгата на годината” на вестник „Людове новини”  (Lidové noviny) за 2010 г.
Романът му „Истинско събитие” от 2013 г. се насочен към темата за генезиса на съвременните събития свързани с тероризъм и насилие. Действието в него се развива в няколко плана – един от тях е за радикална лява екстремистка организация Фракция Червена армия (RAF), друг е за интимните отношения между мъж и жена, а трети е за трима приятели, които в свободното си време играят компютърни игри, пият или дебатират, за да се почувстват и на четиридесетте млади по сърце. За него писателят получава за втори път наградата „Магнезия Литера” за проза.
През 2014 г. е издаден третият му сборник с разкази „Говежди кубчета” (Hovězí kostky), а през 2016 г. е издаден романът му „Една версия” (Umina verze).
Ян Бенеш живее със семейството си в Прага.

## Произведения

### Самостоятелни романи
- Intimní schránka Sabriny Black (2002, преработен 2010 г. и издаден под заглавието „Intimní schránka Sabriny Black : Final Cut”)[4][1][2][3]
- O rodičích a dětech (2002) – награда „Магнезия Литера” за проза
За родителите и децата, изд.: ИК „Персей“, София (2016), прев. Васил Самоковлиев
- Let čarodějnice (2008)
- Pravidla směšného chování (2010) – награда „Йозеф Шкворецки”
Правила за смешно поведение, изд.: ИК „Персей“, София (2016), прев. Деница Дабижева
- Skutečná událost (2013) – награда „Магнезия Литера” за проза
Истинско събитие, изд.: ИК „Персей“, София (2015), прев. Васил Самоковлиев
- Umina verze (2016) – с фотографии на Зузана Лазарова

### Поезия
- Rozpojená slova (1991)[4]
- Zkušební trylky z Marsu (2000)

### Сборници
- Konec světa (2001) - разкази[4]
- O létajících objektech (2004) - разкази
- Hovězí kostky (2014) – разкази

### Документалистика
- Výsek (2018) – избрани колони от списанието Čilichili, рубрика Pavlač[4]

### Екранизации
- 2008 O rodicích a detech